# Centuri (azienda)
La Centuri era un'azienda che pubblicava e distribuiva videogiochi arcade nei primi anni ottanta, e inizialmente chiamata Allied Leisure. Situata a Hialeah, in Florida, è stata una delle maggiori aziende dell'epoca, ed era stata creata da Ed Miller (ex presidente della filiale Taito americana) e dal socio Bill Olliges. La maggior parte dei giochi prodotti erano versioni su licenza di altre aziende giapponesi, come Konami e SNK.
La Centuri è fallita nel 1985, a causa della crisi dei videogiochi del 1983.

## Lista di videogiochi pubblicati
- Clay Champ
- Chopper (videogioco) (1974)
- F-114 (videogioco) (1975)
- Firepower Tank Anti Aircraft (1975)
- Bomac (1976)
- Chase (1976)
- Daytona 500 (1976)
- Battle Station (1977)
- Battle Star (1979)
- Lunar Invasion (1979)
- Space Bug (1979)
- Star Shooter (1979)
- Eagle (1980)
- Killer Comet (1980; sviluppato da GamePlan)
- Megatack (1980; sviluppato da GamePlan)
- Phoenix (1980; sviluppato da Amstar Electronics)
- Pleiades (1981; sviluppato da Tehkan)
- Route 16 (1981; sviluppato da Tehkan / Sunsoft)
- Round-Up (1981)
- The Pit (1981)
- Vanguard (1981; sviluppato da SNK)
- Challenger (1981; sviluppato da GamePlan)
- Voyager (1981)
- D-Day (1982; sviluppato da Olympia)
- Loco-Motion (1982; sviluppato da Konami)
- Swimmer (1982; sviluppato da Tehkan)
- Time Pilot (1982; sviluppato da Konami)
- Tunnel Hunt (1982; sviluppato da Atari)
- Aztarac (1983)
- Guzzler (1982; sviluppato da Tehkan)
- Gyruss (1983; sviluppato da Konami)
- Track & Field (1983; sviluppato da Konami)
- Munch Mobile (1983; sviluppato da SNK)
- Circus Charlie (1984; sviluppato da Konami)
- Hyper Sports (1984; sviluppato da Konami)
- Mikie (1984; sviluppato da Konami)
- Badlands (1984; sviluppato da Konami)